# Grinnell Island
Grinnell Island ist eine 800 m lange Insel vor der Budd-Küste des ostantarktischen Wilkeslands. In der Gruppe der Donovan-Inseln liegt sie südlich von Chappel Island.
Luftaufnahmen der US-amerikanischen Operation Highjump (1946–1947) dienten einer ersten Kartierung. Der US-amerikanische Polarforscher Carl R. Eklund (1909–1962) sichtete sie 1957 mit weiteren Mitgliedern der Besetzung der Wilkes-Station. Eklund benannte sie nach Sheldon Wayne Grinnell (* 1928) von den Reservestreitkräften der United States Navy, der 1957 als Arzt auf der Wilkes-Station tätig war.